# No Surrender 2015
No Surrender 2015 è stata l'undicesima edizione prodotta dalla Total Nonstop Action Wrestling (TNA). 

L'evento ha avuto luogo il 7 agosto 2015, presso l'Impact Zone di Orlando in Florida ed è stato trasmesso il 5 agosto 2015 su Destination America.

## Risultati
| # | Match                                                                  | Stipulazioni | Durata |
| - | ---------------------------------------------------------------------- | --- | ------ |
| 1 | Mr. Anderson ha sconfitto Bram                                         | Single match | 09:32  |
| 2 | Gail Kim ha sconfitto The Dollhouse (Taryn Terrell, Jade e Marti Bell) | Tre contro uno handicap match | 05:09  |
| 3 | Eli Drake ha sconfitto Drew Galloway                                   | Single match | 03:48  |
| 4 | Rockstar Spud ha sconfitto Austin Aries                                | Single match. Se vinceva Aries avrebbe tolto 'Rockstar' dal ring name di Spud, mentre vincendo quest'ultimo Aries ha dovuto lasciare la TNA. | 11:19  |
| 5 | Mahabali Shera ha sconfitto James Storm per squalifica                 | Single match | 01:41  |
| 6 | Ethan Carter III (c) ha sconfitto Matt Hardy                           | Full Metal Mayhem match per il titolo TNA World Heavyweight Championship                                                                     | 20:06  |
|   | (c) = campione in carica al momento dell'inizio del match.             | |        |